# 伊莱·赫克歇尔
伊莱·菲利普·赫克歇尔（英語：Eli Filip Heckscher，1879年11月24日—1952年12月23日），是瑞典政治经济学家和经济史学家。

## 自传
赫克歇尔生于瑞典的显赫犹太家庭，父亲是丹麦出生的商人Isidorr赫克歇尔。赫克歇尔在乌普萨拉大学及哥德堡大学学习, 1907年在乌普萨拉完成博士，他是斯德哥尔摩经济学院的政治经济学和统计学教授。

## 延伸閱讀
- Eli Heckscher, International Trade, and Economic History, Findlay, Ronald, Rolf G. H. Henriksson, Håkan Lindgren and Mats Lundahl, eds., The MIT Press, 2007.